# Карист
Карист (др.-греч. Κάρυστος, лат. Carystus) — древний город-полис на южном побережье острова Эвбея, у подножья горы Охи, в 3 км к северу от современного города Каристос.
Эпонимом города считался Карист, сын кентавра Хирона и Харикло.
Упоминается Гомером в «Илиаде». Предводителем их в Каталоге кораблей был Элефенор. Город населяли абанты.
По Геродоту в 490 году до н. э. в ходе греко-персидских войн персидский военачальник Датис прибыл к Каристу, чтобы принудить его к союзу против соседней Эретрии и Афин. Каристийцы отказались и персы начали осаждать город и опустошать окрестности, пока каристийцы не подчинились. За приверженность к персам Фемистокл после битвы при Саламине угрозами заставил каристян выплатить огромную сумму денег. По Геродоту, не сумев получить денег с Андроса и не сумев его взять осадой, афиняне разграбили земли каристян.
Афиняне воевали с каристянами в 473/472 году до н. э. По Фукидиду каристян, по происхождению дриопов, афиняне принудили к Первому Афинскому морскому союзу и основали свои клерухии в области Кариста. В 446 году Карист неудачно пытался выйти из Афинского союза. В 411 году до н. э. города Эвбеи отпали от Афин.
После битвы при Херонее (338 до н. э.) Карист подчинился Филиппу II Македонскому. В Ламийской войне Карист выступил союзником Афин.
Римский консул Луций Квинкций Фламинин захватил Карист в 198 году до н. э. в ходе Второй Македонской войны.
Город славился каристским мрамором, каменоломни которого по Страбону находились близ Кариста в городе Мармарий у современной деревни Мармарион. У Стация в стихах присутствует описание мрамора как «Карист волновидный». Павел Силенциарий, описывая различные виды мрамора, которыми украшен собор Святой Софии в Константинополе, сообщает:
А там зеленый каристский

Мрамор как будто резцом испещрён стальным, зубовидным.
Мрамор использовался также при сооружении храма св. Апостолов в Константинополе, базилики вмч. Димитрия в Салониках, базилике Сант-Аполлинаре-ин-Классе в Равенне, собора монастыря Осиос-Лукас и собора Святого Марка в Венеции.
В Каристе также добывался асбест.
В Каристе занимались сбором брюхоногого моллюска болинуса средиземноморского (Bolinus brandaris) семейства иглянок (Muricidae), из мантийных желёз которого добывали пурпур.
Предположительно, в начале IV века в Каристе возникла епископия. Впервые каристский епископ по имени Кириак упоминается в 457/8 году среди участников епархиального Собора в Коринфе.
После захвата крестоносцами Константинополя в 1204 году барония с Каристом досталась Равано далле Карчери.